# Guerassímovka (Orenburg)
|  | Per a altres significats, vegeu «Guerassímovka». |

Guerassímovka (en rus: Герасимовка) és un poble de l'óblast d'Orenburg, a Rússia, segons el cens del 2010 tenia 857 habitants, és la seu administrativa del districte homònim.